# Nido de golondrina

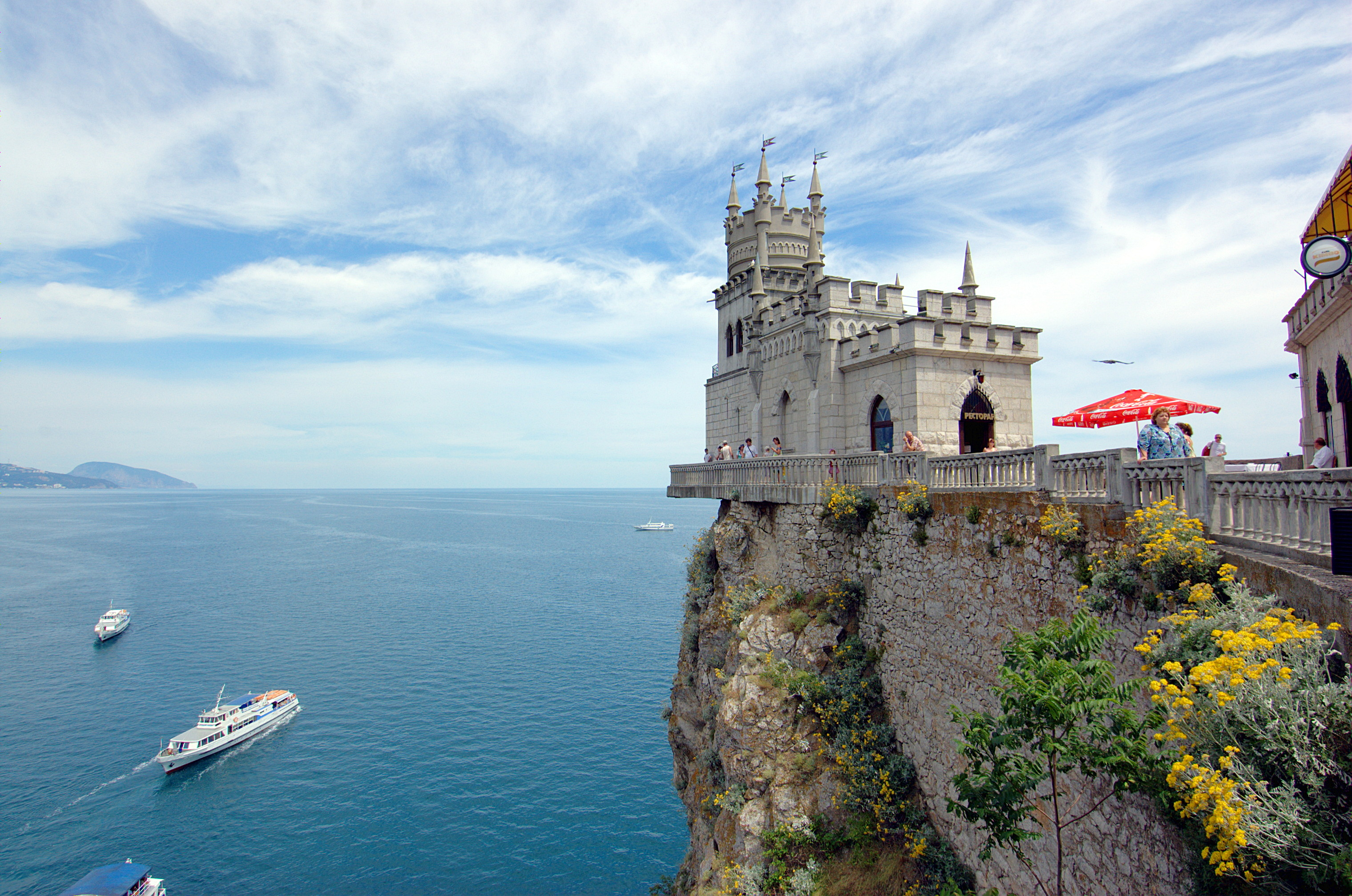
Construido en 1912, el Nido de golondrina es uno de los «castillos fantásticos» de la Arquitectura neogótica cerca de Yalta.

El nido de golondrina (en idioma ruso: Ласточкино гнездо, Lastochkino gnezdo; en tártaro de Crimea: Qarılğaç yuvası; en ucraniano: Ластівчине гніздо, Lastivchyne hnizdo) es un castillo decorativo cerca de Yalta, en la península de Crimea.
Fue construido entre 1911 y 1921 cerca de Gaspra, en la cima de un acantilado de 40 m de altura, con diseño neogótico del arquitecto ruso Leonid Sherwood.
El castillo domina el cabo de Ai-Todor sobre el mar Negro y se ubica cerca de las ruinas del castro romano de Charax. Constituye una de las principales atracciones turísticas en Crimea, y es considerado el símbolo de su costa meridional.

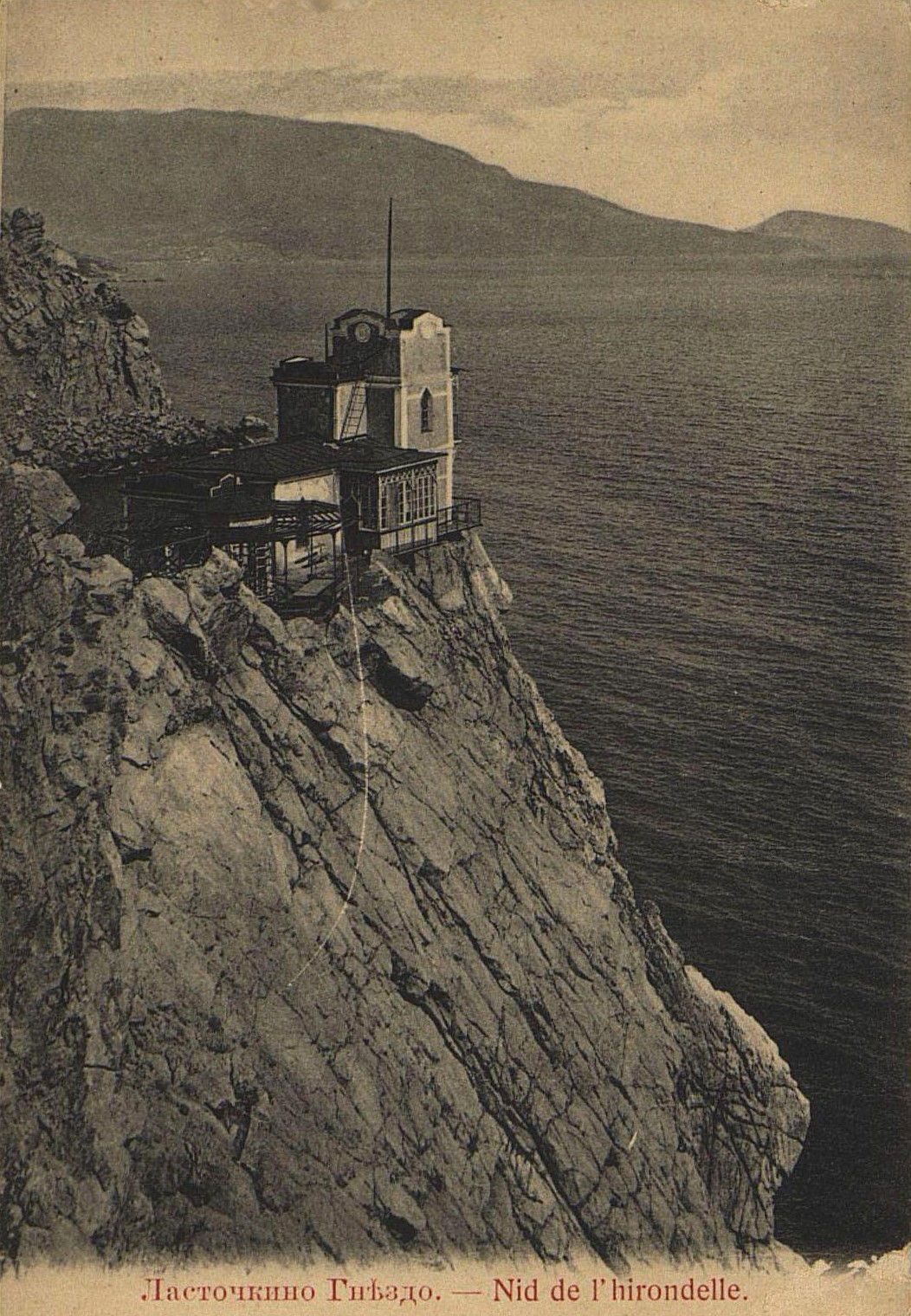
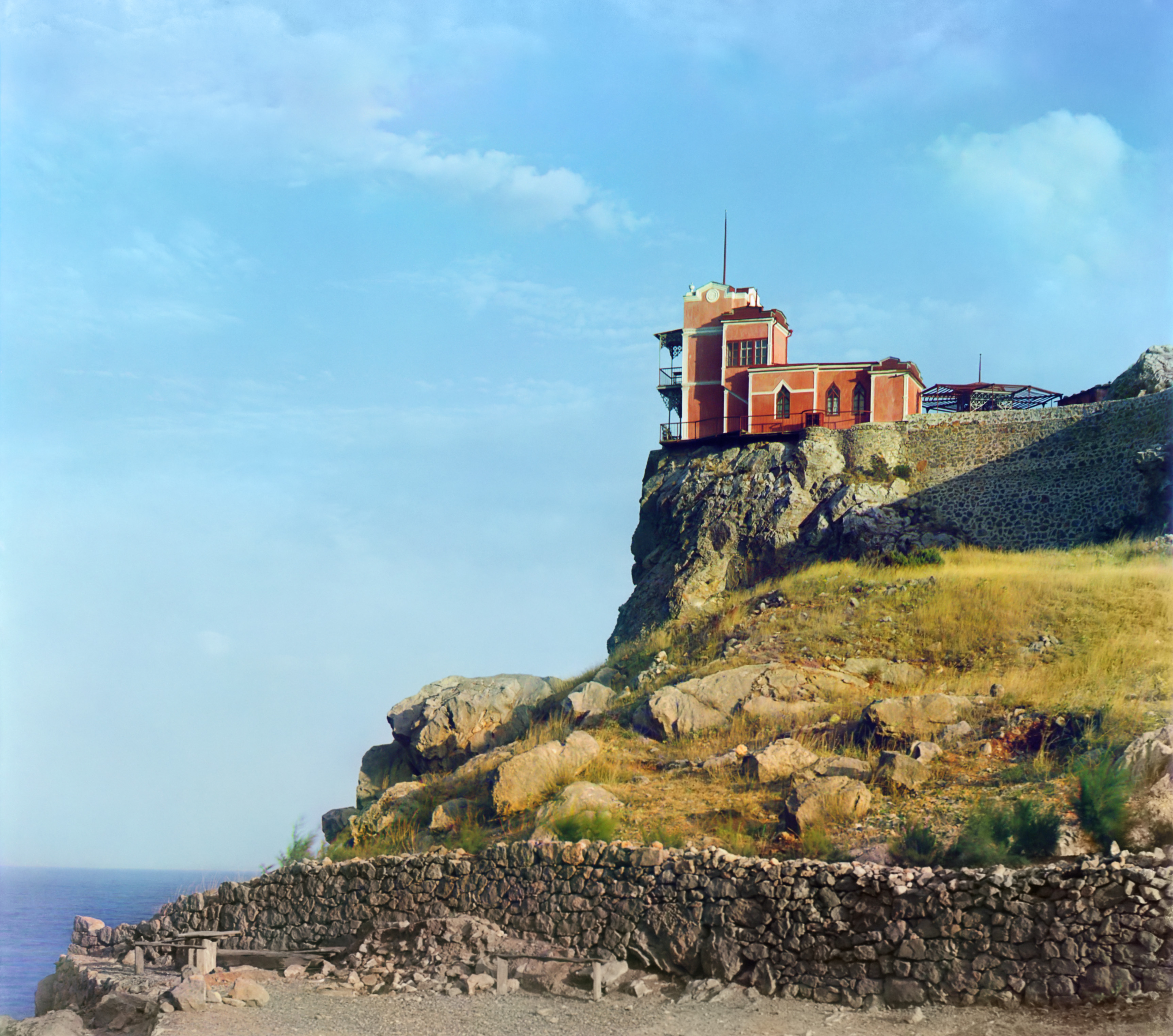
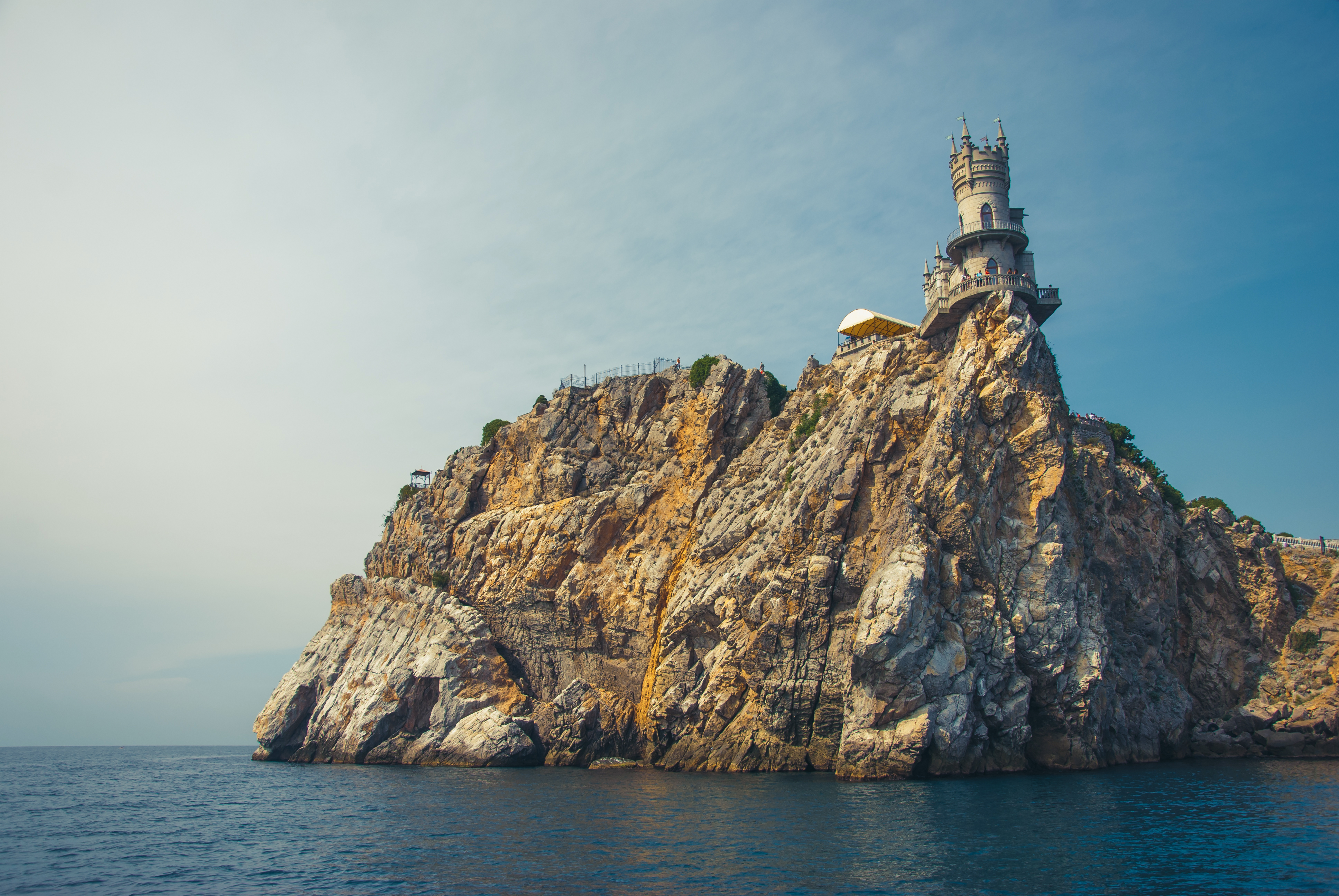
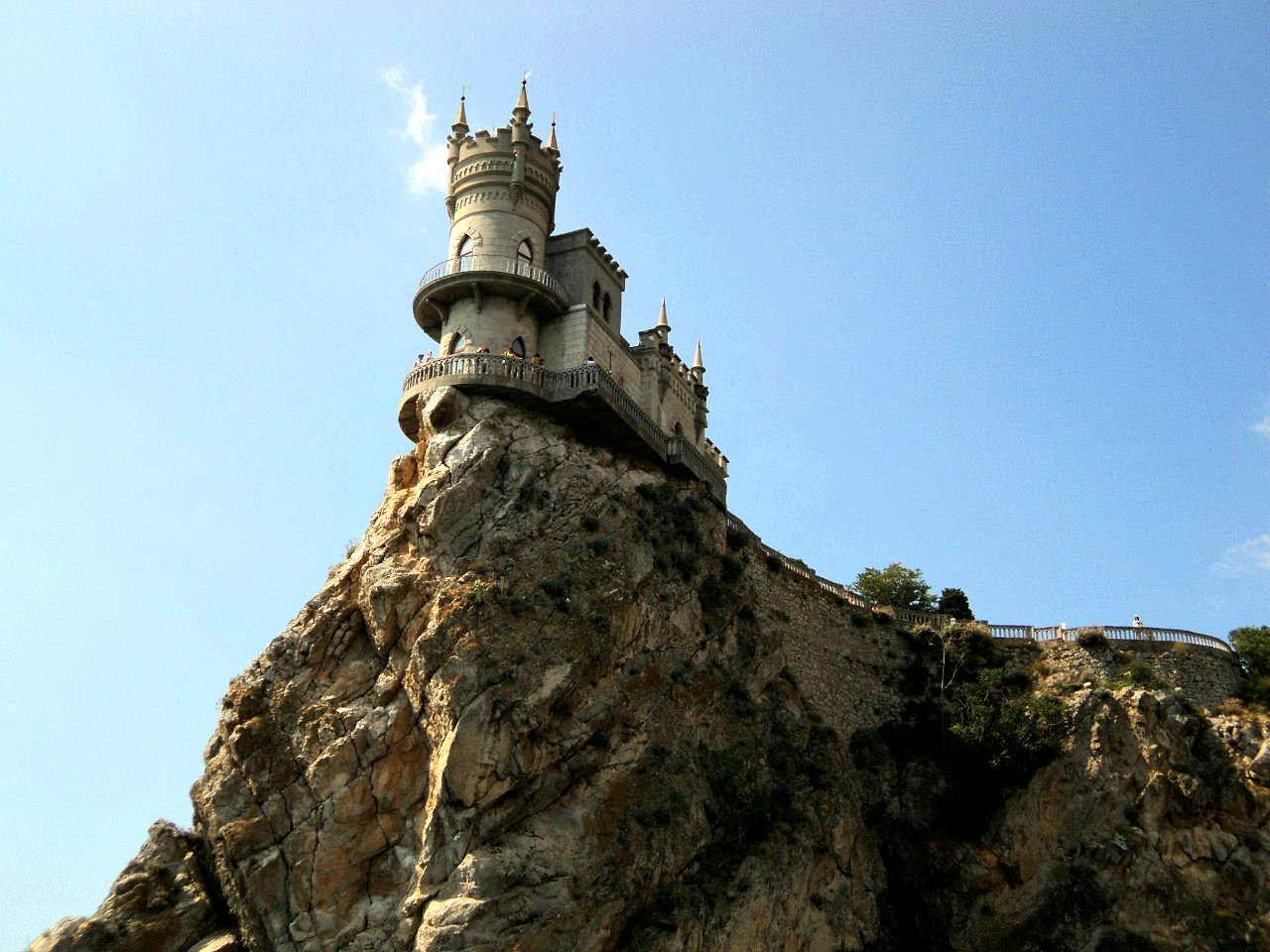
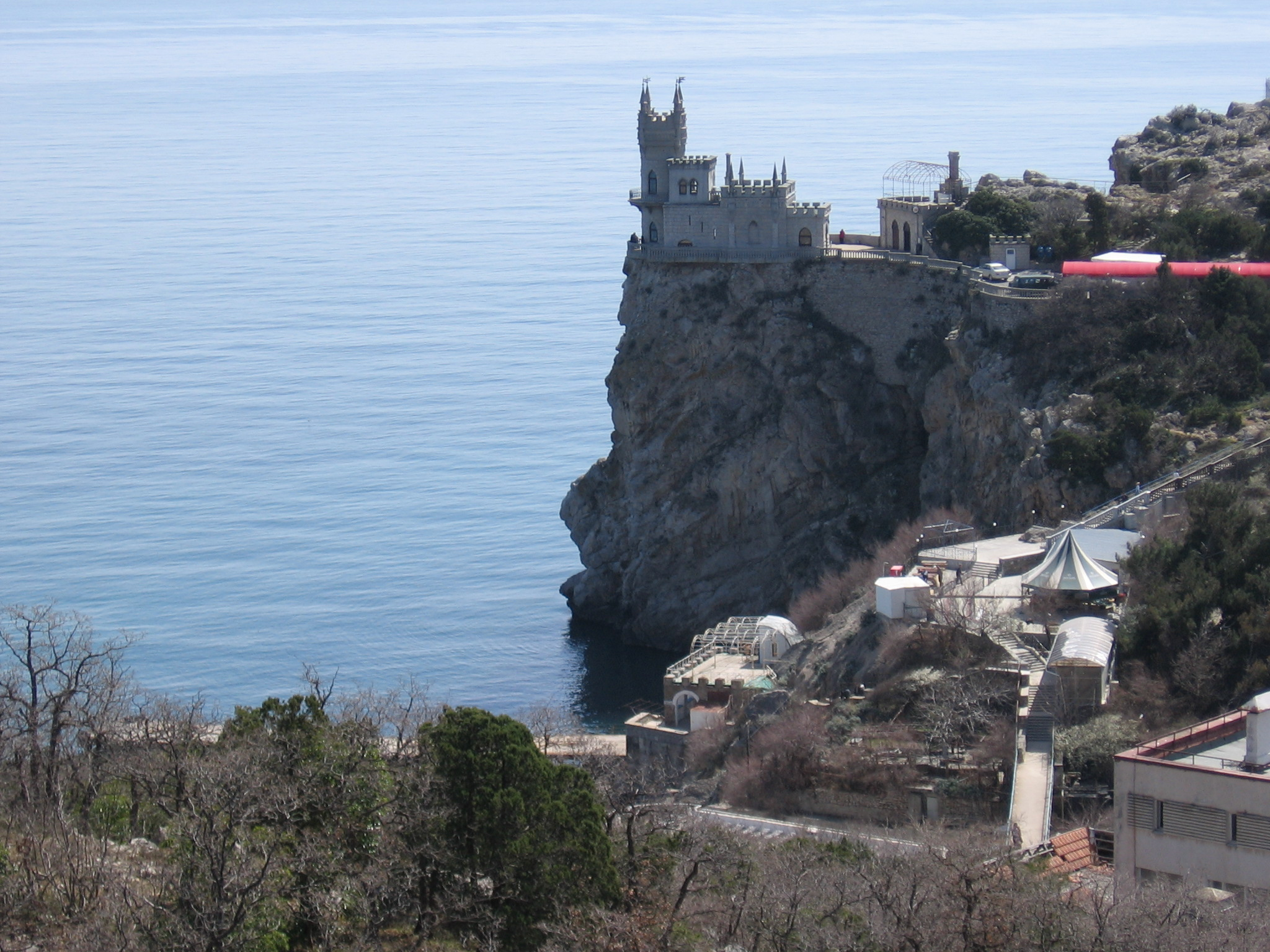

El edificio es de forma compacta, y mide solo 20 m de largo por 10 m de ancho. Su original diseño incluye un vestíbulo, sala de huéspedes, escalera a la torre, y dos dormitorios en distinto nivel dentro de la torre. El interior de la sala de huéspedes está decorada con paneles de madera; las paredes del resto de los locales terminadas con estuco y pintadas. El castillo está coronado por una terraza panorámica, desde la que se ve el mar y la playa de Yalta.

## Nota
1. ↑  El gobierno autónomo de Crimea y el de Sebastopol declararon su independencia el 11 de marzo de 2014 y se integraron mediante referéndum en la Federación de Rusia el día 18 de marzo. Gran parte de la comunidad internacional no reconoce tanto la declaración de Independencia de Crimea y Sebastopol, como los referendos sobre el estatus político de Crimea y Sebastopol y su posterior anexión a Rusia. La soberanía del territorio es reclamada por Ucrania.
2. ↑  Su padre Vladimir Sherwood fue el responsable del diseño del Museo histórico estatal en la Plaza Roja.